# Dieter Lehnhoff
Dieter Lehnhoff (Ciudad de Guatemala, 27 de mayo de 1955) es un compositor, director de orquesta y musicólogo guatemalteco de ascendencia alemana.

## Biografía
Dieter Lehnhoff fue alumno de Klaus Ager, Friedrich Heller, Gerhard Wimberger y Josef Maria Horváth en Salzburgo, Austria. Más adelante estudió en la Universidad Católica de América en Washington D. C., donde estudió composición con Conrad Bernier y Helmut Braunlich, dirección de orquesta con Donald Thulean, y musicología con Cyrilla Barr y Ruth Steiner. Obtuvo sus grados de Maestro (M.A.) y Doctor (Ph.D.), con distinción y las máximas calificaciones. Llamado a Guatemala y animado por el deseo de elevar el nivel y la identidad musicales del país a través del fortalecimiento de la enseñanza superior y la investigación del legado musical, fundó el Departamento de Música de la Universidad del Valle de Guatemala y el Instituto de Musicología de la Universidad Rafael Landívar. La Asociación de Amigos del País, que estaba propiciando la edición de la Historia General de Guatemala, le encargó la grabación de una serie discográfica con música de todas las épocas. El resultado fue la serie discográfica Música histórica de Guatemala, compuesta por siete discos compactos con música previamente inédita de todos los períodos históricos del país. Al mismo tiempo, el Dr. Lehnhoff escribió una serie de más de 200 capítulos y artículos sobre la música y músicos de Guatemala en publicaciones periódicas y lexicográficas en Chile, España, los Estados Unidos de América, Guatemala, Francia, el Reino Unido y Venezuela. Sus libros sobre la música de Guatemala se han convertido en referencia obligatoria para los estudiosos de la cultura guatemalteca. En el campo de las Ciencias Sociales obtuvo el Doctorado en Investigación Social en la Facultad de Ciencias de la Comunicación de la Universidad Panamericana (2014), graduado con honores. Sus escritos motivaron que se le invitara para ingresar como académico de número a la Academia de Geografía e Historia de Guatemala (1993) y a la Academia Guatemalteca de la Lengua (2003). A la vez, es miembro correspondiente de la Real Academia Española, de la Real Academia de la Historia y de las Academias de la Historia de Argentina, Colombia, Puerto Rico, Uruguay y Venezuela.
Ha participado por invitación en más de cuarenta festivales y congresos internacionales en Europa y las Américas, como orador o ponente, como compositor, como director de orquesta o como intérprete con su Ensemble Millennium. En 2002 fue miembro del jurado del prestigioso galardón español Premio Iberoaméricano de Música Tomás Luis de Victoria.
Como director e intérprete se ha preocupado por difundir la música histórica de Guatemala en conciertos en Europa y las tres Américas. En los conciertos de su Orquesta Millennium y otras agrupaciones orquestales y corales a menudo programa composiciones guatemaltecas junto a obras clásicas o contemporáneas universales. Su serie ¡Viva Mozart!, llevada a cabo de enero a diciembre de 2006, despertó una ola de entusiasmo por la música clásica en Guatemala, con salas llenas en la Ciudad de Guatemala y Quetzaltenango.
Sus exitosos conciertos de música de Guatemala en el exterior han coadyuvado a prestigiar la imagen cultural del país, con presentaciones recientes en Tenerife, Islas Canarias, España; en Syracuse, Nueva York, en el BID de Washington D. C., o en el Festival Tropical Baroque de Coral Gables, Florida, junto a otros importantes intérpretes del barroco iberoamericano. También es invitado a dirigir en la Americas Society de Nueva York, interpretando música propia y de los grandes Renacentistas de Guatemala y la Nueva España., y al V Festival de la Música del Pasado de América en Caracas, Venezuela. En 2007 dirige la Orquesta de la Universidad Nacional de Costa Rica como primer director invitado, presentando en el concierto inaugural llevado a cabo en el Teatro Nacional de Costa Rica la Séptima Sinfonía del clásico guatemalteco José Eulalio Samayoa, su propio Concierto para Piano y Orquesta n.º 1, con José Pablo Quesada como solista, y el estreno mundial del Concierto para Piano mano izquierda op. 145 del costarricense Mario Alfagüell, con Eduardo Solano como solista.

## Obras recientes
Las composiciones originales de Dieter Lehnhoff han sido interpretadas en Europa, las tres Américas y Asia. Su Misa de San Isidro (2001) para coro a cappella se estrenó en Tenerife, Islas Canarias, España, en 2002, y ha sido cantada por diversos coros profesionales en festivales en Medellín, Tokio y Nueva York. Su Concierto para Piano y Orquesta N.º 1, dedicado al gran maestro pianista ruso Alexandr Sklioutovski, fue estrenado en el Teatro Nacional de Guatemala por el joven pianista costarricense José Pablo Quesada, con la Orquesta Millennium bajo la dirección del compositor. En 2007 fue interpretado nuevamente con gran éxito y reseñas críticas entusiastas, en el Teatro Nacional de San José, Costa Rica, con el mismo solista y el compositor al frente de la Orquesta Sinfónica de la Universidad Nacional de Costa Rica. La obra formó parte del XV Festival Latinoamericano de Música en Caracas, donde el mismo solista fue acompañado por la Orquesta Filarmónica de Venezuela. El Concierto para Piano y Orquesta N.º 2 Concierto Nocturno (2007) de Dieter Lehnhoff tuvo su estreno absoluto en agosto de 2008 en el Auditorio Juan Bautista Gutiérrez de la Ciudad de Guatemala. El solista fue el virtuoso pianista costarricense Sergio Sandí, con la Orquesta Millennium y la Bachensemble Leipzig bajo la dirección del compositor. En 2015 el compositor dirigió al pianista costarricense Luis Castillo Briceño con la Orquesta Sinfónica Nacional de Guatemala interpretando su Concierto para Piano y Orquesta No. 2 Concierto Nocturno. Ambas obras concertantes están compuestas en un estilo personal posmoderno en el cual se escuchan influencias de la música contemporánea vienesa junto a evocaciones armónicas y rítmicas del jazz, del blues y del tango, en un lenguaje musical fluido de gran maestría técnica.
Sus Hai-kai para piano, piezas aforísticas en técnica dodecafónica dedicadas al compositor austríaco Klaus Ager, han atraído la atención de estudiosos y analistas como la distinguida musicóloga rusa Dra. Tamara Skliutovskaya y su colega Dra. Angelina Alpatova de San Petersburgo. Han servido como material de análisis en el Conservatorio de Moscú y han sido interpretados por pianistas internacionales como Per Rundberg (Suecia), Gerardo Meza y Eduardo Carmona Ruiz (Costa Rica). Su díptico electroacústico Escenas primigenias, publicado en disco compacto en 1999, ha servido como modelo para desarrollos cinematográficos recientes. 
Su música pianística, coral y de cámara ha sido presentada en numerosos festivales de Buenos Aires a Montreal y de Tokio a Salzburgo. En 2015 se presentó un concierto monográfico con su música de cámara como parte del XI Festival de Junio del Teatro Nacional de Guatemala, que incluyó la Sonata Urbana con el clarinetista Sergio Reyes y el pianista Gerardo Meza, quien también interpretó Hai-kai; la Sonata porteña con la flautista Gabriela Corleto, y el Cuarteto Asturias interpretando Kyrieleis Quartett, Fast Lane Swinger, Salve cara Parens con la mezzosoprano Cristina Altamira, y la Suite Caribe No. 2. 
Su obra escénica Caribe (ópera), sobre un libreto propio multilingüe, trata sobre el pueblo Garinagu o Garífuna, y su llegada a tierras centroamericanas. Fue estrenada con singular éxito el 28 de agosto de 2015 en el Teatro Dick Smith del Instituto Guatemalteco Americano IGA.

## Obras principales

### Composiciones
Sus obras originales se presentan en Europa, Asia y las Américas. Entre sus composiciones originales se destacan:
- Requiem, coro masculino y cinta electroacústica, Salzburgo, 1975
- Sinfonía poética, orquesta, 1975
- Streichquartett, obra escénica, 1975
- Canciones criollas, 3 voces, guitarra, piano, 1976
- Cantos latinos de Natividad, coro a 4 voces a cappella, Washington, 1988[11]
- Sinfonía festiva, orquesta, Washington, 1990
- Cantares del Llano, orquesta de cuerdas, Caracas, 1993
- Ka'i xajoj, orquesta, 1997
- Incidente en Izabal, clarinete y marimba, 1997
- Memorias de un día remoto, electroacústica, 1999
- Rituales nocturnos, electroacústica, 1999
- Misa de San Isidro, coro a 4 voces a cappella, 2001[12]
- Hai-kai, piano, 2001[13]
- Chaaj, canto y marimba, 2003
- Concierto para Piano y Orquesta No. 1, 2005
- Grafitti, cuarteto de cuerdas, 2006
- Concierto para Piano y Orquesta No. 2 "Concierto Nocturno", 2007
- Tardes de feria, orquesta, 2008
- Caribe Suite No. 1, orquesta, 2009
- Sonata urbana, clarinete y piano, 2010
- Salve cara Parens, letra de Rafael Landívar, mezzosoprano, cuerdas y piano, 2011
- Música lúdica, flauta, clarinete y piano, 2012
- Sonata porteña, flauta y piano, 2013
- Caribe Suite No. 2, clarinete y cuarteto de cuerdas, 2013
- Fast Lane Swinger, tocata para cuarteto de cuerdas, 2014
- Caribe (ópera)[14]
- Sinfonía Caribe, orquesta, 2018
- Concierto para Piano y Orquesta No. 3, 2019-20
- Concierto a 6 para Marimba e instrumentos de viento, 2020 (Ganador, Certamen Permanente Centroamericano "15 de septiembre", 2020)

### Libros
- La música en la Ciudad de Guatemala, 1780-2015. Guatemala: Capital Iberoamericana de la Cultura, 2015.
- Derechos de autor en materia musical en Guatemala. Guatemala: Universidad Panamericana, tesis doctoral, 2014.
- Escritos sobre la música en Guatemala (1843). Guatemala: Universidad Rafael Landívar, 2013.
- Creación Musical en Guatemala. Guatemala: Universidad Rafael Landívar y Fundación G&T Continental, 2005. ISBN 99922-70-74-0[15]
- El Magnificat de Gaspar Fernández. Guatemala: Universidad Rafael Landívar, Instituto de Musicología, 2002.
- Las Misas de Pedro Bermúdez. Guatemala: Universidad Rafael Landívar, Instituto de Musicología, 2001.
- Huellas de la Guerra en el Arte Musical. Comité Internacional de la Cruz Roja CICR, 1999.
- Música y músicos de Guatemala. Guatemala: Universidad Rafael Landívar, 1995.
- Rafael Antonio Castellanos: vida y obra de un músico guatemalteco. Guatemala: Universidad Rafael Landívar, Instituto de Musicología, 1994.[4]
- The Villancicos of the Guatemalan Composer Raphael Antonio Castellanos (d. 1791): A Selective Edition and Critical Commentary. Washington D. C.: The Catholic University of America, tesis doctoral, 1990.
- Espada y Pentagrama: la Música Polifónica en la Guatemala del siglo XVI. Guatemala: Universidad Rafael Landívar, 1986.[16]